# Старий шлях (пам'ятка природи)
Старий Шлях — комплексна пам'ятка природи місцевого значення в Україні. Один з об'єктів природно-заповідного фонду Полтавської області.

## Розташування
Розташована на землях Сасинівської сільської ради в Пирятинському районі Полтавської області, між селами Гурбинці та Леляки. Перебуває у віданні Сасинівської сільської ради.

## Історія
Комплексна пам'ятка природи місцевого значення «Старий Шлях» була оголошена рішенням 22 сесії Полтавської обласної ради народних депутатів V скликання від 28 серпня 2009 року.

## Мета
Мета створення пам'ятки природи — подальше поліпшення заповідної справи в Полтавській області, збереження цінних природних, ландшафтних комплексів, об'єктів тваринного і рослинного світу.

## Значення
Має особливе природоохоронне, наукове, естетичне та пізнавальне значення.

## Загальна характеристика
Загальна площа 2,5 га. Являє собою ділянку стародавнього чумацького шляху з Прилук до Пирятина. Характеризується високим рівнем біологічного різноманіття, що притаманне лісостеповій зоні.

## Флора
Північна ділянка вкрита лучно-степовою рослинністю, південна, похила — лісом.